# ディーゼル車規制条例
ディーゼル車規制条例（ディーゼルしゃきせいじょうれい）とは、ディーゼル自動車などの運行や乗入れ規制について規定した条例のことである。

## 概要
地方公共団体がディーゼル自動車による公害拡大を防ぐために制定された。
環境規制に適合しないディーゼル自動車は、対象地域内を運行することができなくなることを規定している。排出基準を満たさないディーゼル車を運行させた者には、運行禁止を命じられ、命令に従わない場合は罰金が課せられる。
旧式のディーゼル自動車でも、粒子状物質（PM）の規制についてのみであればディーゼル微粒子捕集フィルター（DPF）を付けることで、運行規制対象から外れることが可能である。このような改造を行った車両には適合証明ステッカーが貼付される。なお、2007年（平成19年）までに生産された車両が対象であり、これ以降に生産された現行の平成22年排出ガス規制（ポスト新長期規制）に対応するクリーンディーゼル車は対象外である。

## 地域
| 地域     | 条例名                                                                 | 施行日                                     | 規制物質 | 通過車   |
| -------- | ---------------------------------------------------------------------- | ------------------------------------------ | -------- | -------- |
| 埼玉県   | 埼玉県生活環境保全条例                                                 | 2003年10月より                             | PM       | 規制対象 |
| 千葉県   | 千葉県ディーゼル自動車から排出される粒子状物質の排出の抑制に関する条例 | 2003年10月より                             | PM       | 規制対象 |
| 東京都   | 都民の健康と安全を確保する環境に関する条例                             | 2003年10月より                             | PM       | 規制対象 |
| 神奈川県 | 神奈川県生活環境の保全等に関する条例                                   | 2003年10月より                             | PM       | 規制対象 |
| 富山県   | 立山におけるバスの排出ガスの規制に関する条例                           | 2015年4月より                              | NOx・PM  | 通過不能 |
| 大阪府   | 大阪府生活環境の保全等に関する条例第40条                               | 2009年1月より（2022年3月31日をもって廃止） | NOx・PM  | 対象外   |
| 兵庫県   | 環境の保全と創造に関する条例                                           | 2004年10月より                             | NOx・PM  | 規制対象 |